# West Winfield
West Winfield és una població dels Estats Units a l'estat de Nova York. Segons el cens del 2000 tenia 862 habitants.

## Demografia
Segons el cens del 2000, West Winfield tenia 862 habitants, 352 habitatges, i 241 famílies. La densitat de població era de 369,8 habitants per km².
Dels 352 habitatges en un 27,6% hi vivien nens de menys de 18 anys, en un 53,1% hi vivien parelles casades, en un 11,4% dones solteres, i en un 31,5% no eren unitats familiars. En el 29% dels habitatges hi vivien persones soles el 19,9% de les quals corresponia a persones de 65 anys o més que vivien soles. El nombre mitjà de persones vivint en cada habitatge era de 2,45 i el nombre mitjà de persones que vivien en cada família era de 3.
Per edats la població es repartia de la següent manera: un 26% tenia menys de 18 anys, un 7% entre 18 i 24, un 20,9% entre 25 i 44, un 25,5% de 45 a 60 i un 20,6% 65 anys o més.
L'edat mediana era de 41 anys. Per cada 100 dones de 18 o més anys hi havia 84,9 homes.
La renda mediana per habitatge era de 33.947 $ i la renda mediana per família de 42.031 $. Els homes tenien una renda mediana de 26.793 $ mentre que les dones 23.500 $. La renda per capita de la població era de 16.465 $. Entorn del 7,6% de les famílies i el 9,1% de la població estaven per davall del llindar de pobresa.